# Copa del Trono
La Copa del Trono (en árabe: كأس العرش‎) también conocida como la Copa de Fútbol de Marruecos es el torneo por eliminatorias de clubes de fútbol y copa nacional de Marruecos, inicialmente conocida como Copa del Sultán y luego Copa Colonial de Marruecos, y desde 1957 Copa del Trono, es organizada por la Real Federación de Fútbol de Marruecos.
La copa esta abierta a clubes afiliados, tanto amateurs como profesionales. Es la segunda competición de fútbol más importante del país por detrás de la Liga de Fútbol Profesional, y su trofeo suele ser entregado al equipo ganador por el Rey de Marruecos o un príncipe de la familia real marroquí. El ganador de la copa solía participar en la Recopa de África y, desde 2004, se ha clasificado para la Copa Confederación de la CAF.
El club FAR Rabat es el equipo más exitoso de la competencia con 12 trofeos.

## Historia
Durante el período del Protectorado francés de Marruecos, exactamente en 1916, el Imperio cherifiano vio la creación de una nueva competición llamada la Copa del Sultán (en honor al Sultan Youssef ben Hassan), organizada por la Federación Marroquí de Deportes Atléticos (FMSA), cuya primera edición fue ganada por el Club Athlétique Militaire de Salé, que se llevó el honor de ganar su primer trofeo de la Copa de Marruecos, al vencer a la Unión Deportiva de Rabat con un marcador de 2 goles a 0 en el estadio Mechouar (terreno baldío del palacio real).
El Union Sportive Marocaine (USM Casablanca) dominó la competición durante el periodo colonial al ganar siete títulos, seguido del Olympique Marocain (OM Rabat) con cuatro.

## Palmarés

### Copa del Sultán (1916-1930), Copa Colonial de Marruecos (1932-1952)

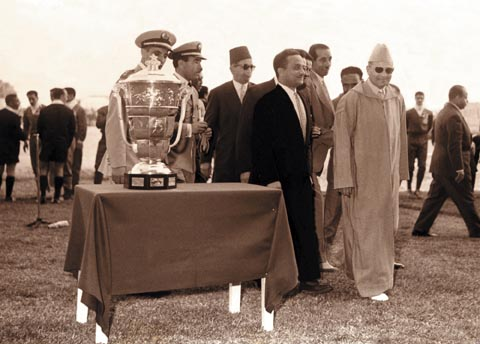
El rey Mohammed V de Marruecos en la final de la primera edición que ganó el Mouloudia Club d'Oujda en 1956-57.

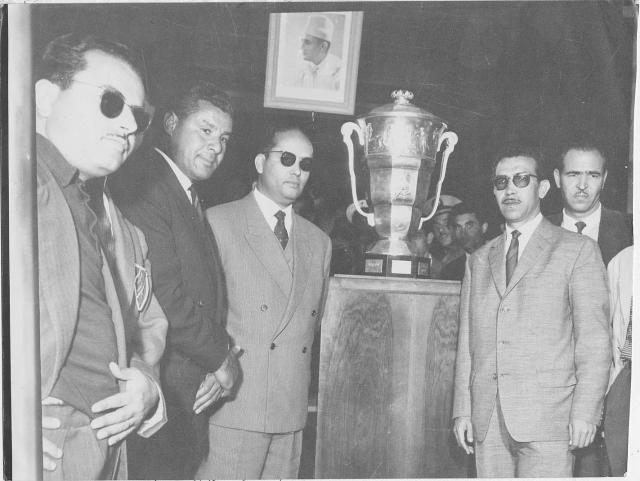
Miembros de la RFFM antes en la entrega de la Copa del Trono en 1960.

| Edición                                  | Campeón              | Resultado   | Finalista            | Sede de la final  |
| ---------------------------------------- | -------------------- | ----------- | -------------------- | ----------------- |
| 1915-16                                  | CAM de Salé          | 2 - 0       | US Rabat             | Rabat             |
| 1916-17                                  | CA Marocain          |             |                      |                   |
| 1917-18                                  | CA Marocain          |             |                      |                   |
| 1918-19                                  | OM Rabat             |             |                      |                   |
| 1919-20                                  | OM Rabat             |             |                      |                   |
| Resultados no disponibles de 1921 a 1922 |                      |             |                      |                   |
| 1922-23                                  | US Marocaine         | 1 - 0       | ASTF Meknès          | Casablanca        |
| 1923-24                                  | US Fès               | 3 - 0       | USD Meknès           | Fès               |
| 1924-25                                  | OM Rabat             | 1 - 0       | Racing de Casablanca | Rabat             |
| 1925-26                                  | OM Rabat             | 3 - 1       | US Marocaine         | Rabat             |
| 1926-27                                  | US Athlétique        | 1 - 0       | ASPTT Maroc          | Casablanca        |
| Resultados no disponibles de 1928 a 1931 |                      |             |                      |                   |
| 1931-32                                  | ASPTT Maroc          | 1 - 0       | US Athlétique        | Casablanca        |
| 1932-33                                  | Maghreb SR           | 1 - 0       | US Marocaine         | Rabat             |
| 1933-34                                  | SA Marrakech         | 2 - 1       | Racing de Casablanca | Marrakech         |
| 1934-35                                  | Racing de Casablanca | 5 - 0       | IC Marocain          | Casablanca        |
| 1935-36                                  | US Marocaine         | 1 - 0       | ASPTT Maroc          | Casablanca        |
| 1936-37                                  | US Athlétique        | 3 - 0       | ASPTT Maroc          | Rabat             |
| 1937-38                                  | US Marocaine         | 1 - 0       | SA Marrakech         | Casablanca        |
| 1938-39                                  | US Marocaine         | 2 - 1       | OM Rabat             | Rabat             |
| 1939-40                                  | US Marocaine         | 1 - 0       | Racing de Casablanca | Casablanca        |
| 1940-41                                  | US Marocaine         | 2 - 0       | CS Marocain          | Rabat             |
| Resultados no disponibles de 1942 y 1943 |                      |             |                      |                   |
| 1943-44                                  | US Marocaine         | 3 - 2       | Racing de Casablanca | Casablanca        |
| 1944-45                                  | AS Police Marocaine  | 2 - 1       | SCT Étoile           | Rabat             |
| 1945-46                                  | Majd Al Madina       | 1 - 0       | AS Marrakech         | Rabat             |
| 1946-47                                  | Majd Al Madina       | 2 - 1       | Takdoum de Fès       | Rabat             |
| 1947-48                                  | CT Maroc             | 2 - 1       | SCC Roches Noires    | Rabat             |
| 1948-49                                  | Maghreb SR           | 1 - 0       | SCC Mohammédia       | Rabat             |
| 1949-50                                  | US Safi              | 2 - 1       | US Petitjean         | Rabat             |
| 1950-51                                  | CS Marocain          | 3 - 1       | US Safi              | Rabat             |
| 1951-52                                  | USD Meknès           | 0 - 0 7 - 4 | SCC Roches Noires    | Casablanca Meknès |
| Resultados no disponibles de 1953 a 1956 |                      |             |                      |                   |

### Copa del Trono
| Temporada | Campeón                             | Resultado        | Finalista              | Sede de la final                 |
| --------- | ----------------------------------- | ---------------- | ---------------------- | -------------------------------- |
| 1956-57   | Mouloudia d'Oujda                   | 2 - 1            | Wydad Casablanca       | Stade d'honneur, Casablanca      |
| 1957-58   | Mouloudia d'Oujda                   | 2 - 1            | Wydad Casablanca       | Stade d'honneur, Casablanca      |
| 1958-59   | FAR Rabat                           | 1 - 0            | Mouloudia d'Oujda      | Stade d'honneur, Casablanca      |
| 1959-60   | Mouloudia d'Oujda                   | 1 - 0            | FUS Rabat              | Stade d'honneur, Casablanca      |
| 1960-61   | KAC Kenitra                         | 1 - 0            | Wydad Casablanca       | Stade d'honneur, Casablanca      |
| 1961-62   | Mouloudia d'Oujda                   | 0 - 0            | Kawkab de Marrakech    | Stade d'honneur, Casablanca      |
| 1962-63   | Kawkab de Marrakech                 | 3 - 2            | Hassania Agadir        | Stade d'honneur, Casablanca      |
| 1963-64   | Kawkab de Marrakech                 | 3 - 2            | Wydad Casablanca       | Stade d'honneur, Casablanca      |
| 1964-65   | Kawkab de Marrakech                 | 3 - 1            | Raja Casablanca        | Stade d'honneur, Casablanca      |
| 1965-66   | CODM Meknès                         | 2 - 0            | Maghreb de Fès         | Stade d'honneur, Casablanca      |
| 1966-67   | FUS Rabat                           | 2 - 0            | Renaissance de Settat  | Stade d'honneur, Casablanca      |
| 1967-68   | Racing de Casablanca                | 1 - 0            | Raja Casablanca        | Stade d'honneur, Casablanca      |
| 1968-69   | Renaissance de Settat               | 2 - 1            | KAC Kenitra            | Stade d'honneur, Casablanca      |
| 1969-70   | Wydad Casablanca                    | 1 - 0            | Renaissance de Settat  | Stade d'honneur, Casablanca      |
| 1970-71   | FAR Rabat                           | 1 - 1 (8-7 pen.) | Maghreb de Fès         | Stade d'honneur, Casablanca      |
| 1971-72   | SCC Mohammédia Racing de Casablanca | Final no jugada  | ----------             | -----                            |
| 1972-73   | FUS Rabat                           | 3 - 1            | Ittihad Khémisset      | Stade Al Inbiâate, Agadir        |
| 1973-74   | Raja Casablanca                     | 1 - 0            | Maghreb de Fès         | Stade d'honneur Casablanca       |
| 1974-75   | SCC Mohammédia                      | 1 - 0            | Union Sidi Kacem       | Stade d'honneur Casablanca       |
| 1975-76   | FUS Rabat                           | 1 - 0            | KAC Kenitra            | Stade de Marchan, Tánger         |
| 1976-77   | Raja Casablanca                     | 1 - 0            | Difaa El Jadida        | Stade du FUS, Rabat              |
| 1977-78   | Wydad Casablanca                    | 3 - 0            | Renaissance de Kénitra | Stade Saniat-Rmel, Tétouan       |
| 1978-79   | Wydad Casablanca                    | 2 - 1            | SCC Mohammédia         | Estadio Mohamed V, Casablanca    |
| 1979-80   | Maghreb de Fès                      | 1 - 0            | Union Sidi Kacem       | Stade Roches Noires, Casablanca  |
| 1980-81   | Wydad Casablanca                    | 2 - 1            | CODM Meknès            | Estadio Moulay Abdellah, Rabat   |
| 1981-82   | Raja Casablanca                     | 3 - 2            | Renaissance de Kénitra | Stade Roches Noires, Casablanca  |
| 1982-83   | Olympique Casablanca                | 1 - 1 (5-4 pen.) | Raja Casablanca        | Estadio Mohamed V, Casablanca    |
| 1983-84   | FAR Rabat                           | 1 - 0            | Renaissance de Kénitra | Estadio Mohamed V, Casablanca    |
| 1984-85   | FAR Rabat                           | 3 - 0            | Difaa El Jadida        | Estadio Moulay Abdellah, Rabat   |
| 1985-86   | FAR Rabat                           | 3 - 1            | Difaa El Jadida        | Estadio Moulay Abdellah, Rabat   |
| 1986-87   | Kawkab de Marrakech                 | 4 - 0            | Renaissance de Berkane | Estadio Mohamed V, Casablanca    |
| 1987-88   | Maghreb de Fès                      | 0 - 0 (4-2 pen.) | FAR Rabat              | Estadio Moulay Abdellah, Rabat   |
| 1988-89   | Wydad Casablanca                    | 2 - 0            | Olympique Khouribga    | Estadio Moulay Abdellah, Rabat   |
| 1989-90   | Olympique Casablanca                | 0 - 0 (4-2 pen.) | FAR Rabat              | Estadio Moulay Abdellah, Rabat   |
| 1990-91   | Kawkab de Marrakech                 | 1 - 0            | KAC Kenitra            | Estadio Moulay Abdellah, Rabat   |
| 1991-92   | Olympique Casablanca                | 1 - 0            | Raja Casablanca        | Estadio El Harti, Marrakech      |
| 1992-93   | Kawkab de Marrakech                 | 1 - 0            | Maghreb de Fès         | Estadio Moulay Abdellah, Rabat   |
| 1993-94   | Wydad Casablanca                    | 1 - 0            | Olympique Khouribga    | Estadio Mohamed V, Casablanca    |
| 1994-95   | FUS Rabat                           | 2 - 0            | Olympique Khouribga    | Estadio Moulay Abdellah, Rabat   |
| 1995-96   | Raja Casablanca                     | 1 - 0            | FAR Rabat              | Estadio Hassan II, Fez           |
| 1997      | Wydad Casablanca                    | 1 - 0            | Kawkab de Marrakech    | Estadio Moulay Abdellah, Rabat   |
| 1998      | Wydad Casablanca                    | 2 - 1            | FAR Rabat              | Estadio Moulay Abdellah, Rabat   |
| 1999      | FAR Rabat                           | 1 - 0            | SCC Mohammédia         | Estadio Moulay Abdellah, Rabat   |
| 2000      | Majd Al-Madina                      | 1 - 1 (5-4 pen.) | Renaissance de Settat  | Estadio Moulay Abdellah, Rabat   |
| 2001      | Wydad Casablanca                    | 1 - 0            | Maghreb de Fès         | Estadio Moulay Abdellah, Rabat   |
| 2002      | Raja Casablanca                     | 2 - 0            | Maghreb de Fès         | Estadio Moulay Abdellah, Rabat   |
| 2003      | FAR Rabat                           | 1 - 0            | Wydad Casablanca       | Estadio Moulay Abdellah, Rabat   |
| 2004      | FAR Rabat                           | 0 - 0 (3-0 pen.) | Wydad Casablanca       | Estadio Moulay Abdellah, Rabat   |
| 2005      | Raja Casablanca                     | 0 - 0 (5-4 pen.) | Olympique Khouribga    | Estadio Moulay Abdellah, Rabat   |
| 2006      | Olympique Khouribga                 | 1 - 0            | Hassania Agadir        | Estadio Moulay Abdellah, Rabat   |
| 2007      | FAR Rabat                           | 1 - 1 (5-3 pen.) | Rachad Bernoussi       | Estadio de Fez, Fez              |
| 2008      | FAR Rabat                           | 1 - 0            | Maghreb de Fès         | Estadio Moulay Abdellah, Rabat   |
| 2009      | FAR Rabat                           | 1 - 1 (5-4 pen.) | FUS Rabat              | Estadio Moulay Abdellah, Rabat   |
| 2010      | FUS Rabat                           | 2 - 1            | Maghreb de Fès         | Estadio Moulay Abdellah, Rabat   |
| 2011      | Maghreb de Fès                      | 1 - 0            | CODM Meknès            | Estadio Moulay Abdellah, Rabat   |
| 2012      | Raja Casablanca                     | 0 - 0 (5-4 pen.) | FAR Rabat              | Estadio Moulay Abdellah, Rabat   |
| 2013      | Difaa El Jadida                     | 0 - 0 (5-4 pen.) | Raja Casablanca        | Estadio Moulay Abdellah, Rabat   |
| 2014      | FUS Rabat                           | 2 - 0            | Renaissance de Berkane | Estadio Moulay Abdellah, Rabat   |
| 2015      | Olympique Khouribga                 | 0 - 0 (4-1 pen.) | FUS Rabat              | Estadio de Tánger, Tánger        |
| 2016      | MAS Fez                             | 2 - 1            | Olympique Club de Safi | Estadio Sheikh Laghdaf, El Aaiún |
| 2017      | Raja Casablanca                     | 1 - 1 (3-1 pen.) | Difaa El Jadida        | Estadio Moulay Abdellah, Rabat   |
| 2018      | Renaissance de Berkane              | 2 - 2 (3-2 pen.) | Wydad de Fès           | Estadio Moulay Abdellah, Rabat   |
| 2019      | TAS de Casablanca                   | 2 - 1            | Hassania Agadir        | Stade d'Honneur, Uchda           |
| 2020      | FAR Rabat                           | 3 - 0            | Mogreb Atlético Tetuán | Stade Adrar, Agadir              |
| 2021      | Renaissance de Berkane              | 0 - 0 (3-2 pen.) | Wydad Casablanca       | Estadio Moulay Abdellah, Rabat   |
| 2022      | Renaissance de Berkane              | 1 - 0            | Raja Casablanca        | Estadio Moulay Abdellah, Rabat   |
| 2023      | Raja Casablanca                     | 2 - 1            | FAR Rabat              | Estadio de Agadir, Agadir        |
| 2024      | Olympique Club de Safi              | 1 - 1 (6-5 pen.) | Renaissance de Berkane | Estadio de Fez, Fez              |

## Títulos por club
- Títulos de la Copa del Trono desde 1957.
| Club                    | Campeón | 2° | Años campeón                                                           |
| ----------------------- | ------- | -- | ---------------------------------------------------------------------- |
| FAR Rabat               | 12      | 6  | 1959, 1971, 1984, 1985, 1986, 1999, 2003, 2004, 2007, 2008, 2009, 2020 |
| Wydad Casablanca (WAC)  | 9       | 7  | 1970, 1978, 1979, 1981, 1989, 1994, 1997, 1998, 2001                   |
| Raja Casablanca         | 9       | 6  | 1974, 1977, 1982, 1996, 2002, 2005, 2012, 2017, 2023                   |
| FUS Rabat               | 6       | 3  | 1967, 1973, 1976, 1995, 2010, 2014                                     |
| Kawkab Marrakesh (KACM) | 6       | 2  | 1963, 1964, 1965, 1987, 1991, 1993                                     |
| Maghreb de Fès          | 4       | 8  | 1980, 1988, 2011, 2016                                                 |
| MC Oujda                | 4       | 1  | 1957, 1958, 1960, 1962                                                 |
| Renaissance de Berkane  | 3       | 3  | 2018, 2021, 2022                                                       |
| Olympique Casablanca †  | 3       | –  | 1983, 1990, 1992                                                       |
| Olympique Khouribga     | 2       | 4  | 2006, 2015                                                             |
| SCC Mohammédia          | 2       | 2  | 1972, 1975                                                             |
| Racing de Casablanca    | 2       | –  | 1968, 1972                                                             |
| Difaa El Jadida         | 1       | 4  | 2013                                                                   |
| KAC Kenitra             | 1       | 3  | 1961                                                                   |
| Renaissance de Settat   | 1       | 3  | 1969                                                                   |
| CODM Meknès             | 1       | 2  | 1966                                                                   |
| Olympique Club de Safi  | 1       | 1  | 2024                                                                   |
| Majd Al Madina †        | 1       | –  | 2000                                                                   |
| TAS de Casablanca       | 1       | –  | 2019                                                                   |
| Renaissance Kénitra     | –       | 3  | -----                                                                  |
| Union Sidi Kacem        | –       | 2  | -----                                                                  |
| Hassania Agadir         | –       | 2  | -----                                                                  |
| Ittihad Khémisset       | –       | 1  | -----                                                                  |
| Rachad Bernoussi        | –       | 1  | -----                                                                  |
| Wydad de Fès            | –       | 1  | -----                                                                  |
| Mogreb Atlético Tetuán  | –       | 1  | -----                                                                  |

- † Equipo desaparecido.